# دايغاكو كيورين
جامعة كيورين (باليابانية: 杏林大学 دايغاكو كيورينو) هي جامعة يقع مركزها الرئيسي في ميتاكا طوكيو، اليابان.

## هيئة التدريس
- الطب
- علوم الصحة
- علوم اجتماعية
- لغة أجنبية
- خريج

## حرم جامعي
- ميتاكا( ميتاكا طوكيو)
- إنوكاشيرا( ميتاكا طوكيو)
- هاتشيؤوجي( هاتشيؤوجي طوكيو)

## وصلات خارجية
- جامعة كيورين